# Незвідана земля (фільм)
Незвідана земля (англ. Land) — американський драматичний фільм 2021 року режисерки Робін Райт та сценаристки Ерін Дігнам. Продюсери Леа Гольцер та Лора Кеннеді. Світова прем'єра фільму відбулася на кінофестивалі в Санденсі 31 січня 2021 року; прем'єра в Україні — 13 травня 2021.

## Зміст
Зворушлива надихаюча історія про життєву стійкість та незламність людського духу.
Переживши трагічні події, Іді розуміє, що зовсім втратила зв'язок із навколишнім світом. Щоби знайти сили почати усе спочатку, вона вирушає у суворий мальовничий край Скелястих гір. Однак Іді навіть не підозрює, як одне рішення здатне змінити усе життя…

## Знімались
- Робін Райт — Іді Хольцер
- Деміан Бічір — Мігуель
- Кім Діккенс — Емма
- Воррен Крісті — Адам
- Фінлі Войтак-Гіссонг — Дрю
- Бред Ліланд — Кольт